# 3415 Danby
3415 Danby eller 1928 SL är en asteroid i huvudbältet, som upptäcktes 22 september 1928 av den tyske astronomen Karl Wilhelm Reinmuth i Heidelberg. Den har fått sitt namn efter John Michael Anthony Danby.
Asteroiden har en diameter på ungefär 36 kilometer och den tillhör asteroidgruppen Hilda.